# Adolf Wicker
Adolf Wicker (* 24. Dezember 1893 in Oberuzwil) war ein Singener Bürger, der Zwangsarbeitern zur Flucht in die Schweiz verhalf. Dafür kam er ins Konzentrationslager und wurde im Zweiten Weltkrieg in Lappland bei Bauarbeiten an der Eismeerstraße eingesetzt. Nach dem Krieg musste er lange um eine Entschädigung kämpfen.

## Frühe Jahre
Adolf Wicker wurde 1893 als Sohn deutscher Eltern im schweizerischen Oberuzwil geboren. Nach seiner Ausbildung war er bei der Stadt Singen am Hohentwiel angestellt und arbeitete dort als Messgehilfe.

## Erste Konflikte mit dem Nationalsozialismus
Nach der Machtergreifung Adolf Hitlers im Januar 1933 verlor er aus politischen Gründen seine Arbeitsstelle und lebte mit seiner Frau und zwei Söhnen unter schwierigen wirtschaftlichen Bedingungen. Bereits im November 1936 wurde er wohl auch aus politischen Motiven in das Konzentrationslager Kislau eingewiesen, von dessen unmenschlichen Zuständen er tief geprägt wurde. Nach seiner Entlassung war er zunächst arbeitslos und arbeitete dann als Hilfsarbeiter bei einem Bauunternehmen und später bei der Georg Fischer AG.

## Zwangsarbeiter in Singen
Während des Zweiten Weltkriegs kam es in Deutschland zu einem drastischen Mangel an Arbeitskräften, da viele Männer zum Kriegsdienst eingezogen wurden. Um die Wirtschaft und insbesondere die Rüstungsindustrie weiter aufrechtzuerhalten, war das Deutsche Reich zunehmend auf verfügbare und billige Arbeitskräfte angewiesen.
Auch die Stadt Singen am Hohentwiel, ein bedeutender Industriestandort, war von dieser Entwicklung betroffen. Das Unternehmen Georg Fischer, einer der größten Arbeitgeber der Region, stellte während des Krieges Rüstungsgüter her und spielte somit eine zentrale Rolle in der deutschen Kriegswirtschaft.
Um die Produktion sicherzustellen, setzte man in Singen – wie im gesamten Reich – auf den massiven Einsatz von ausländische Zwangsarbeitern und Kriegsgefangenen. Diese Menschen stammten häufig aus der Sowjetunion, Polen, Frankreich sowie weiteren Ländern Europas. Die Arbeitsbedingungen waren in der Regel hart, die Versorgung schlecht, und die Zwangsarbeiter hatten kaum Rechte. Viele von ihnen wurden unter menschenunwürdigen Umständen untergebracht und behandelt.
Der Einsatz dieser Arbeitskräfte war ein wesentlicher Bestandteil des NS-Wirtschaftssystems und verdeutlicht die menschenverachtenden Strukturen des nationalsozialistischen Regimes.

## Fluchthilfe
Während des Zweiten Weltkriegs war die Flucht in die Schweiz, insbesondere nach Schaffhausen, für viele Verfolgte und Zwangsarbeiter ein wichtiger Weg um der nationalsozialistischen Unterdrückung zu entkommen. Dabei spielten Fluchthelfer eine zentrale Rolle. So unterstützten beispielsweise die Singener Joseph Höfler, Willi Vorwalder und Hugo Wetzstein gemeinsam die Rettung von 28 jüdischen Menschen, denen so die Flucht in die Schweiz gelang.
Adolph Wicker knüpfte nun Kontakte zu einigen Zwangsarbeitern bei Georg Fischer. Während gemeinsamer Spaziergänge zeigte er ihnen entlang der Grünen Grenze mögliche Übergänge in die Schweiz. Am 1. Juli 1942 flüchteten schließlich sieben elsässischen Fremdarbeiter und ein französischer Kriegsgefangener mit seiner Hilfe dorthin.

## Entdeckung und Verhaftung
Wenige Tage später, am 19. Juli 1942, versuchten fünf weitere Franzosen ohne Wickers Zutun ebenfalls die Grenze zu überqueren. Diese wurden jedoch von der Gestapo gefasst und verrieten anschließend Wickers Beteiligung an der Organisation der ersten Flucht. Adolph Wicker wurde ins ehemaligen Gestapohaus am Posthalterswäldle, den sogenannten „Löwenkäfig“, gebracht. In der Arrest- und Foltereinrichtung verbrachte er eine Nacht. Anschließend wurde er nach Konstanz überführt. Dort musste er einige Protokolle unterzeichnen, bei Verweigerung wurde ihm mit Folter gedroht.

## Prozess
Am 10. Februar 1943 kam Wicker in Trier an und wurde in der Nähe des Domes untergebracht. Am 12. Februar 1943 musste er sich schließlich in Trier vor den Volksgerichtshof unter dem Vorsitz von Roland Freisler verantworten. Er betrat um 11 Uhr den höchsten Nazi-Gerichtshof, wo er kurz mit seiner Ehefrau und seinen Söhnen sprechen durfte. Bei der darauffolgenden Verteidigung versteckte Adolf Wicker seine schweizerisch-demokratische Gesinnung nicht. Die Elsäßer, denen er bei der Flucht geholfen hatte, sagten als Zeugen gegen ihn aus und bezeichneten ihn als Schuldigen. Der Oberreichsanwalt beantragte wegen Feindbegünstigung die Todesstrafe. Wicker wurde allerdings nur wegen Landesverrats zu acht Jahren Zuchthaus und Ehrverlust verurteilt. Er wurde danach zunächst ins Zuchthaus Plötzensee gebracht und später zur Zwangsarbeit nach Lappland verlegt, wo er am Bau der sogenannten Eismeerstraße eingesetzt wurde. Im Frühjahr 1945 überstellte man ihn in eines der Emslandlager bei Papenburg, wo er schließlich von der britischen Armee befreit wurde.

## Nach dem Krieg

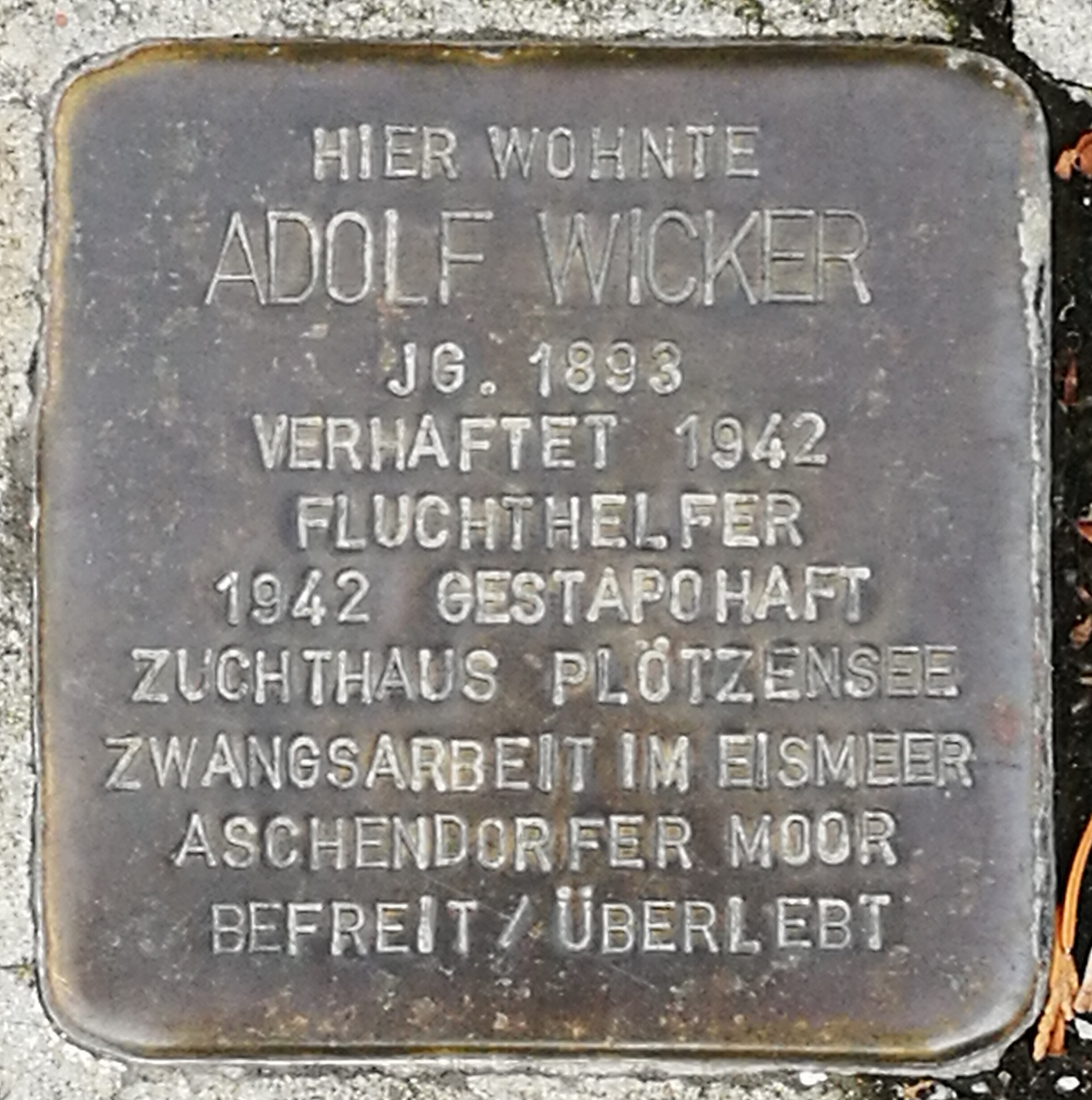
Stolperstein Adolph Wicker in der Nähe des Hegau-Gymnasiums in Singen

Im Frühjahr 1945 wurde er von der britischen Armee aus dem Lager befreit. Im Weiteren konnte er seine Familie wieder aufsuchen. Diese konnte den Krieg, genau so wie er, verhältnismäßig gut überstehen. Bei der Stadt Singen wurde er wieder als städtischer Angestellter beschäftigt. Trotz seines selbstlosen und mutigen Handeln musste er um eine Entschädigung lange kämpfen, die zudem sehr gering ausfiel. Am 13. November 2012 wurde für ihn als Verfolgten des Nationalsozialismus ein Stolperstein verlegt.